# Манчестерська Мадонна
Мадонна з немовлям і святим Іоанном і ангелами (бл. 1497), також знана як «Манчестерська мадонна» (італ. Madonna di Manchester), — незакінчена картина, яку часто приписують Мікеланджело. Зберігається в Національній галереї в Лондоні. Це одна з трьох панельних картин, що приписуються художнику, і належить до його першого творчого періоду в Римі. Атрибуція картини Мікеланджело викликала сумніви протягом більшої частини XIX і XX століть, але зараз більшість дослідників із цим згодні. Вперше робота привернула увагу громадськості на виставці художніх скарбів у Манчестері 1857 року, звідси й назва «Манчестерська мадонна».

## Опис
Як і інші картини епохи Відродження, що зображують Мадонну з немовлям та Іоанном Хрестителем, сюжет виник на основі небіблійної традиції, згідно з якою Діва Марія з немовлям Ісусом зустріли двоюрідного брата Христа, святого Іоанна Хрестителя, під час втечі Святого сімейства до Єгипту. Богородиця зображена з  оголеною груддю, ніби вона нещодавно годувала сина; це нагадує тему Богородиці годувальниці, поширену у середньовічному живописі. У її руках — книга (традиційно Ісая, гл. 53), яку вона намагається відібрати у сина, зміст котрої, ймовірно, пророкує його майбутню жертву та прийняття ним на себе світового зла. Вона дивиться через ліве плече на сувій, який читає пара ангелів; швидше за все, це сувій із написом Еcce Agnus Dei (укр. Се Агнець Божий), зазвичай атрибут Іоанна Хрестителя.
Фігури розташовані якби у фризі, що стає більш опуклим у центрі з постатями Богородиці та Немовляти, як у пізнішому Пітті Тондо. Ще одна подібність із рельєфною скульптурою полягає у простому тлі: замість пейзажів, більш характерних для екстер'єрів, Мікеланджело просто намалював простір неба. Він також відмовився від багато прикрашеного трону, типового для вівтарних образів свята бесіда, і зробив акцент на крилах ангелів.
Багато ділянок картини перебувають у попередньому стані; чорне вбрання Богородиці мало бути покрите насиченим синім пігментом лазуритом, а ангели зліва позначені лише зеленим підфарбуванням, що використовується для тілесних тонів, свого роду non-finito.